# Подбрезова
Подбрезова (слч. Podbrezová) насељено је мјесто са административним статусом сеоске општине (слч. obec) у округу Брезно, у Банскобистричком крају, Словачка Република.

## Становништво
| Година:    | 1994. | 2004.   | 2014.   | 2024.    |
| ---------- | ----- | ------- | ------- | -------- |
| Број људи: | 4178  | 4171    | 3965    | 3470     |
| Разлика:   |       | -0,16 % | -4,93 % | -12,48 % |

| Година:    | 2023. | 2024.   |
| ---------- | ----- | ------- |
| Број људи: | 3503  | 3470    |
| Разлика:   |       | -0,94 % |

Према подацима о броју становника из 2011. године насеље је имало 4.057 становника.